# Ángel Correa
Ángel Martín Correa Martínez (nascut el 9 de març de 1995) és un futbolista argentí que juga com a davanter pel Club Tigres de la Universidad Autónoma de Nuevo León i per la selecció argentina.
Correa va començar la seva carrera professional als 18 anys amb el club argentí San Lorenzo, guanyant la primera divisió argentina (Torneig Inicial 2013–14) el 2013 i la Copa Libertadores el 2014. El 2015, va fitxar amb l'Atlètic de Madrid de La Liga.
Correa va capitanejar l'equip nacional de futbol sub-20 de l'Argentina en la victòria al Campionat sud-americà sub-20 de 2015, on va ser nomenat el jugador del torneig. Des del 2015, és un habitual de l'equip sènior de l'Argentina, i va formar part de l'equip a la Copa Amèrica 2021 i la Copa del Món de la FIFA 2022, ambdós torneigs guanyats pels argentins.

## Palmarès
San Lorenzo
- 1 Copa Libertadores: 2014.
- 1 Campionat argentí: 2013 (inicial).

Atlético de Madrid
- 1 Lliga Europa de la UEFA: 2017-18.
- 1 Supercopa d'Europa: 2018.[2]
- 1 Lliga espanyola: 2020-21

Selecció argentina
- 1 Copa del Món: 2022[3]
- 1 Copa Amèrica: 2021[4]
- 1 Copa de Campions Conmebol-UEFA: 2022[5]
- 1 Campionat sud-americà sub-20: 2015.